# 新茅町
新茅町（しんかやまち）は岡山県津山市にある地名。郵便番号は708-0042。

## 地理
吉井川の北に位置する。東は鉄砲町、西は茅町、北は西寺町、南は津山口に接する。

## 歴史
茅町から分離して成立。当初は柳土手と称した。

### 沿革
- 1872年 - 柳土手が新茅町と改称。
- 1889年6月1日 - 町村制施行により、津山城下町の新茅町他、宮川以西の町が合併して西北条郡津山町となる。
- 1900年4月1日 - 津山町が東南条郡津山東町を編入するとともに、西北条郡が西西条郡、東南条郡、東北条郡と合併し、苫田郡津山町となる。
- 1923年4月1日 - 苫田郡林田村が町制・改称、津山東町となる。
- 1929年2月11日 - 津山町が周辺の町村と合併し、市制施行し、津山市となる。

## 世帯数と人口
2021年（令和3年）1月1日現在の世帯数と人口は以下の通りである。
| 町丁   | 世帯数 | 人口 |
| ------ | ------ | ---- |
| 新茅町 | 13世帯 | 25人 |

## 小・中学校の学区
市立小・中学校に通う場合、学区は以下の通りとなる。
| 番地 | 小学校           | 中学校               |
| ---- | ---------------- | -------------------- |
| 全域 | 津山市立西小学校 | 津山市立津山西中学校 |

## 交通
国道、県道は走っていない。